# When Love Forgives
When Love Forgives er en amerikansk stumfilm fra 1913 af Anthony O'Sullivan.

## Medvirkende
- Charles West som Harry
- Frances Nelson
- George Beranger
- Charles Gorman
- Harry Carey